# Vorwahl (Politik)
In einer Vorwahl wird ein Kandidat, der in der Regel einer politischen Partei angehört, für eine später anstehende reguläre Wahl bestimmt. Unter den verschiedenen Formen der politischen Kandidatenaufstellung unterscheidet sich die Vorwahl von exklusiveren Verfahren wie der Ernennung eines Kandidaten durch die Parteispitze oder der Wahl durch eine Delegiertenversammlung dadurch, dass ein breiterer Personenkreis zur Kandidatenauswahl teilnahmeberechtigt ist.

## Vorwahlen in den USA
Am bekanntesten sind Vorwahlen in den Vereinigten Staaten, wo Vorwahlen zur innerparteilichen Kandidatenfindung für sämtliche wichtigen politischen Ämter und Mandate üblich sind. In einem speziellen Prozess, der Präsidentschaftsvorwahl in den Vereinigten Staaten, nominieren die beiden großen nationalen Parteien des Landes (Demokraten und Republikaner) ihre Präsidentschaftskandidaten, üblicherweise vom Januar bis Juni des Wahljahres jeweils in Abstimmungen in den Bundesstaaten, im District of Columbia und in den Außengebieten, zuletzt 2020 mit diesem Ergebnis. Dabei werden teilweise Wahlen (Primarys) und teilweise Versammlungen (Caucuses) abgehalten.

## Vorwahlen in anderen Ländern

### Deutschland
In Deutschland wurde die Option der demokratischen Vorwahl bereits im Kontext des Gründungsprozesses der Bundesrepublik diskutiert. Obwohl sich ein einheitliches Vorwahlsystem bisher nicht durchgesetzt hat, gab es immer wieder Überlegungen, wie die Kandidaten für eine Wahl in hohe politische Ämter (z. B. das des Bundeskanzlers) durch Vorwahlen bestimmt werden könnten. Die Befürworter versprechen sich hiervon eine größere Beteiligung der Bürger am demokratischen Prozess sowie eine höhere Anerkennung des späteren Amtsträgers.
Der ehemalige SPD-Parteivorsitzende Sigmar Gabriel regte im Sommer 2010 an, den künftigen Spitzenkandidaten seiner Partei durch eine Vorwahl bestimmen zu lassen. Im Jahr darauf veröffentlichte der Parteivorstand einen entsprechenden Entwurf, der jedoch aufgrund interner Widerstande (insbesondere durch den Seeheimer Kreis) nicht weiter verfolgt wurde.
Als erste Partei in Deutschland bestimmte Bündnis 90/Die Grünen ihre Spitzenkandidaten für die Bundestagswahl 2013 durch eine Urwahl. Hierbei waren alle Parteimitglieder berechtigt ihre Stimme einem Kandidatenduo (zwei Kandidaten aufgrund der geltenden Geschlechterparität) zu geben.

### Italien
Eine Vorwahl fand am 16. Oktober 2005 auch in Italien statt, um den Chef des linksgerichteten Bündnisses zu wählen. Die Wahlbeteiligung war unerwartet groß und der Sieger (mit etwa drei Vierteln der Stimmen) war Romano Prodi.

### Frankreich
In Frankreich hat die Parti Socialiste mehrmals Vorwahlen zur Bestimmung des Präsidentschaftskandidaten durchgeführt: 1995 und 2006 (für die Wahl 2007) waren dabei nur Parteimitglieder stimmberechtigt. 2011 (für die Wahl 2012) waren bei der Vorwahl (Primaires Citoyennes) alle Bürger stimmberechtigt, sofern sie ein Bekenntnis zu den Werten der Linken ablegten und einen Beitrag von mindestens einem Euro zahlten.

### Japan
In Japan waren Vorwahlen unterschiedlicher Form für die Wahl des Vorsitzenden der Liberaldemokratischen Partei (LDP) lange in den Parteistatuten verankert. Wegen der dominanten Position der LDP entschied die Wahl vor 2009 in der Regel über die Besetzung des Premierministeramtes. Allerdings wurden die nominell vorgesehenen Vorwahlen unter Mitgliedern und Anhängern der Partei meist durch nichtöffentliche Verhandlungen der Faktionen oder Abstimmungen unter Abgeordneten ersetzt. Die bis 2016 zweitgrößte Demokratische Partei verwendete nominell ein ähnliches Verfahren, das aber ebenfalls selten angewendet wurde.

### Lateinamerika
In einigen lateinamerikanischen Ländern wie in der Dominikanischen Republik finden Vorwahlen nach US-Muster statt. Seit 1999 gibt es in Uruguay Vorwahlen der Einzelkandidaten für die Präsidentschaftswahl (siehe die Vorwahlen 1999, 2004 und 2014).